# Anthony Mansel
Sir Anthony Mansel (auch Anthony Maunsell) (* nach 1587; † 20. September 1643 bei Newbury) war ein walisischer Adliger und Militär.

## Leben
Anthony Mansel entstammte der alten walisischen Familie Mansel und war der dritte Sohn von Sir Francis Mansel, 1. Baronet, of Muddlescumbe und von Catherine Morgan. Am 19. Juli 1629 wurde Anthony Mansel zum Knight Bachelor geschlagen. Von 1630 bis 1631 war er Sheriff von Glamorgan. Um 1631 heiratete er Jane Mansel, die Tochter von William Price, Erbin von Briton Ferry und Witwe seines Cousins Arthur Mansel. Er übernahm die Verwaltung von Briton Ferry und pachtete Land bei Baglan, um dort eine Kohlegrube einzurichten.
Zu Beginn des Englischen Bürgerkriegs stellte er für König Karl I. ein Aufgebot in Glamorgan auf, schloss sich bereits im August 1642 in Nottingham dem König an und besetzte anschließend Cardiff Castle, dessen Besitzer, Philip Herbert, 4. Earl of Pembroke, auf der Seite des Parlaments stand. Er fiel als Regimentskommandeur in der Ersten Schlacht bei Newbury. 

## Nachkommen
Mit seiner Frau, die bereits am 27. November 1638 gestorben war, hatte er einen Sohn und zwei Töchter. Nach seinem Tod übernahm zunächst sein Bruder Francis Mansell die Verwaltung seiner Besitzungen. Sein Stiefsohn Bussy Mansel kämpfte, nachdem er volljährig geworden war, zunächst ebenfalls auf der Seite der Royalisten, doch im Herbst 1645 wechselte er auf die Seite des Parlaments.
Anthonys Sohn Edward erbte nach dem Tod seines Cousins Francis Mansel 1654 die Besitzungen von Muddlescombe bei Kidwelly und den Titel Baronet.